# Acanthermia parca
Acanthermia parca là một loài bướm đêm trong họ Noctuidae.